# Quiebras de Felipe IV
Se conoce como quiebras de Felipe IV a las quiebras de la hacienda del rey Felipe IV de España.
Las dificultades hacendísticas fueron una constante de todo el reinado, caracterizado por la conciencia de la denominada decadencia española y la crisis general del siglo XVII; así como por los precedentes de las quiebras de los reinados anteriores.
Las suspensiones de pagos se llevaron a cabo en 1627, 1647, 1652 y 1662. La acumulación de débitos e imposibilidad de cancelarlos llevaban periódicamente a decretar la bancarrota, reconvirtiendo la deuda flotante en deuda consolidada o juros. Si bien la quiebra de 1627 afectó de forma muy importante a todo el sistema financiero internacional, la de 1647 sólo le afectó indirectamente, dado que la descomposición del Imperio español ya le había hecho perder prácticamente todo crédito.